# Хайнеманн, Тис
Тис Хайнеманн (нем. Thies Heinemann; род. 7 марта 1971, Гамбург) — немецкий шахматист, гроссмейстер (2018).
Чемпион Германии по блицу (1997), четырёхкратный чемпион Шлезвиг-Гольштейна среди молодёжи, чемпион Баварии по шахматам Фишера 2018 года. Обладатель Кубка Германии 2003 года. Лучшее достижение в чемпионатах Германии — 3-е место в 2004 году.
Участник двух Кубков европейских клубов (1993, 1995) в составе клуба «Гамбург» (нем. Hamburger Schachklub). За клуб играет с 1989 года.
По профессии актуарий, проживает в Эльмсхорне.

## Спортивные результаты
| Год  | Город     | Турнир                       | + | − | = | Результат | Место |
| ---- | --------- | ---------------------------- | - | - | - | --------- | ----- |
| 2004 | Хёкендорф | Чемпионат Германии           | 4 | 1 | 4 | 6 из 9    | 3     |
| 2006 |           | Командный чемпионат Германии | 6 | 2 | 6 | 9 из 14   | 2     |

## Изменения рейтинга
| Графики недоступны из-за технических проблем. См. информацию на Фабрикаторе и на mediawiki.org. |